# Havetoft Sø
Havetoft Sø (dansk), Havetofte Sø (ældre dansk) eller Havetofter See (tysk) er en omtrent 12 ha stor kalkrig indsø beliggende syd for Havetoft i Lusangel i Sydslesvig. Administrativt hører søen under Havetoft Kommune i Slesvig-Flensborg kreds i delstaten Slesvig-Holsten.
Den fiskerige sø er beliggende i et overgangsområde mellem Angels bakkede morænelandskab og den mere sandede gest i vest. Søens største længde er på 800 m, dens bredde på 200 m og dens maksimale dybde på 6 m. Søens bredder er delvis bevokset med tagrør, der er dog også flere mindre badesteder. Søen har udløb i Møllebækken, hvilken udmunder efter få km i Bollingsted Å (også kaldt Stenderup Å). Havetoft Sø regnes til en gruppe af søer i Angel, som opstod som glaciale afløbsstrømme under Weichsel-istiden. Til denne gruppe regnes også Sankelmark Sø, Søndersø, Træsø og Venerød Sø.
Søens navn er første gang dokumenteret 1590. 1834 oprettedes en vandmølle ved søen. Søen er flere gange nævnt i beretningerne om Treårskrigen.